# Paulo V
Paulo V o Pablo V (en latín: Paulus PP. V), de nombre secular Camillo Borghese (Roma, 17 de septiembre de 1552-Roma, 28 de enero de 1621) fue el 233.er papa de la Iglesia católica entre 1605 y 1621.

## Orígenes y formación
Nació en el seno de la noble familia sienense de los Borghese, que aseguraba estar emparentada con Santa Catalina. Hijo de Marcantonio, decano de los abogados consistoriales, y de Flaminia Astalli, estudió filosofía en la Universidad de Perugia y derecho en la de Padua, donde consiguió el doctorado. Volvió a Roma y sucedió a su padre en el cargo de abogado consistorial para luego ocupar los puestos de refrendatario del tribunal de la Signatura, vicario de Santa María la Mayor y vicelegado de Sixto V en Bolonia.

## Carrera eclesiástica
En 1593 Clemente VIII le nombró legado extraordinario ante el rey español Felipe II. A su retorno, el 15 de junio de 1596, le concedió la púrpura cardenalicia. En 1597 le nombró obispo de Iesi. En 1603 fue nombrado cardenal vicario de Roma.

## Pontificado
A la muerte de León XI, acaecida el 27 de abril de 1605, fue elegido como su sucesor el 16 de mayo de ese año. Tomó el nombre de Paulo V, en recuerdo de Paulo III que había protegido a su padre. A diferencia de los papas anteriores, que acostumbraban dejarse toda la barba, Paulo V fue el primero que sólo se dejó una pequeña perilla, cosa en la que le imitaron sus sucesores hasta Inocencio XII. El nuevo papa era un hombre muy reflexivo, nada precipitado, que solucionaba los asuntos tomándose mucho tiempo.
Su primera actuación como pontífice fue, siguiendo lo decretado en el Concilio de Trento, ordenar que los obispos que habían establecido su residencia en Roma retornaran a sus respectivas diócesis.
Paulo V practicó el nepotismo como los otros pontífices del siglo XVII, aunque los familiares beneficiados fueron hombres capaces y de vida intachable que favorecieron el embellecimiento de Roma.[cita requerida] Destacó su sobrino, el cardenal Scipione Borghese, hombre poderoso que consolidó la posición de la familia Borghese. 
Tuvo el honor de terminar definitivamente las obras de la basílica de San Pedro, que habían durado un siglo. Restauró el gran acueducto que lleva su nombre (Aqua Paola). Su interés cultural se manifestó en el enriquecimiento de la Biblioteca Vaticana y en su pasión por el arte. Patrocinó al pintor de la escuela de Bolonia, Guido Reni (1575-1642). 
Durante su pontificado canonizó a San Carlos Borromeo y santa Francisca Romana. Beatificó a Santa Teresa, a Ignacio de Loyola, a San Felipe Neri, a San Francisco Javier y a Isidro Labrador. Durante su papado se fundaron buen número de institutos para la educación y la caridad.
Tuvo conocimiento de la expulsión de los moriscos de España, justificada por el dominico Bleda, con su Defensio fidei, y apoyada por los comisionados romanos. 

### Relaciones exteriores

#### Sacro Imperio Romano Germánico
En el Sacro Imperio Romano Germánico, en los inicios de la Guerra de los Treinta Años, Paulo V exhortó a los poderes católicos a la guerra contra el protestante Federico del Palatinado, prometiéndoles ayuda. Derrotado Federico en la Batalla de la Montaña Blanca el 8 de noviembre de 1620, sufrió parálisis mientras tomaba parte en la procesión solemne que celebraba la victoria católica, falleciendo el 28 de enero de 1621.

#### Conflicto con la República de Venecia
A inicios de su pontificado, la insistencia del nuevo papa sobre la jurisdicción eclesiástica le ocasionó disputas y enfrentamientos con varios Estados, sobre todo con los venecianos. Venecia había promulgado dos leyes que chocaban con la Iglesia de Roma. La primera prohibía la enajenación de bienes raíces a favor del clero y la segunda exigía la aprobación del poder civil para la construcción de nuevas iglesias.
El pontífice elevó enérgicas e inútiles protestas. La ira papal se concretó en un decreto de excomunión contra el dux y el senado de Venecia, colocando a la ciudad en entredicho. Los venecianos respondieron con la expulsión de los jesuitas, teatinos y capuchinos, no así del clero secular que había hecho causa con la República.
Para solucionar el conflicto fue necesaria la mediación de España y Francia pero no en el terreno militar, como demandaba el papa, sino en la vía diplomática ya que ambos estados se negaron al envió de tropas en apoyo del pontífice. La intervención diplomática de ambas potencias logró que, en 1607, Paulo V levantase los anatemas lanzados contra los venecianos y que estos permitieran el retorno de capuchinos y teatinos —no de los jesuitas–. Sin embargo, los decretos que motivaron el enfrentamiento no fueron retirados.

#### Conflicto con Inglaterra
Otro hecho vino a enturbiar más la relación de la Iglesia de Roma con la díscola Inglaterra.[cita requerida]
El opositor católico Guy Fawkes tenía planeado volar la sede del Parlamento inglés durante la sesión de apertura del año 1605. Para ello, se dispusieron barriles de pólvora en el sótano del edificio. No llegó a producirse el atentado porque en el último momento se descubrió la conjura.
El incidente, conocido en la historia como la «conspiración de la pólvora», determinó que Jacobo I exigiera a todos sus súbditos un juramento de fidelidad, en cuyo texto se recogía el reconocimiento expreso de la incapacidad del papa para destituir al rey.
Paulo V prohibió a los católicos ingleses que jurasen lealtad a su rey, prohibición que les puso en difícil situación y dio lugar a mayores represalias de la monarquía inglesa contra los que siguieron las consignas papales.

### Galileo Galilei

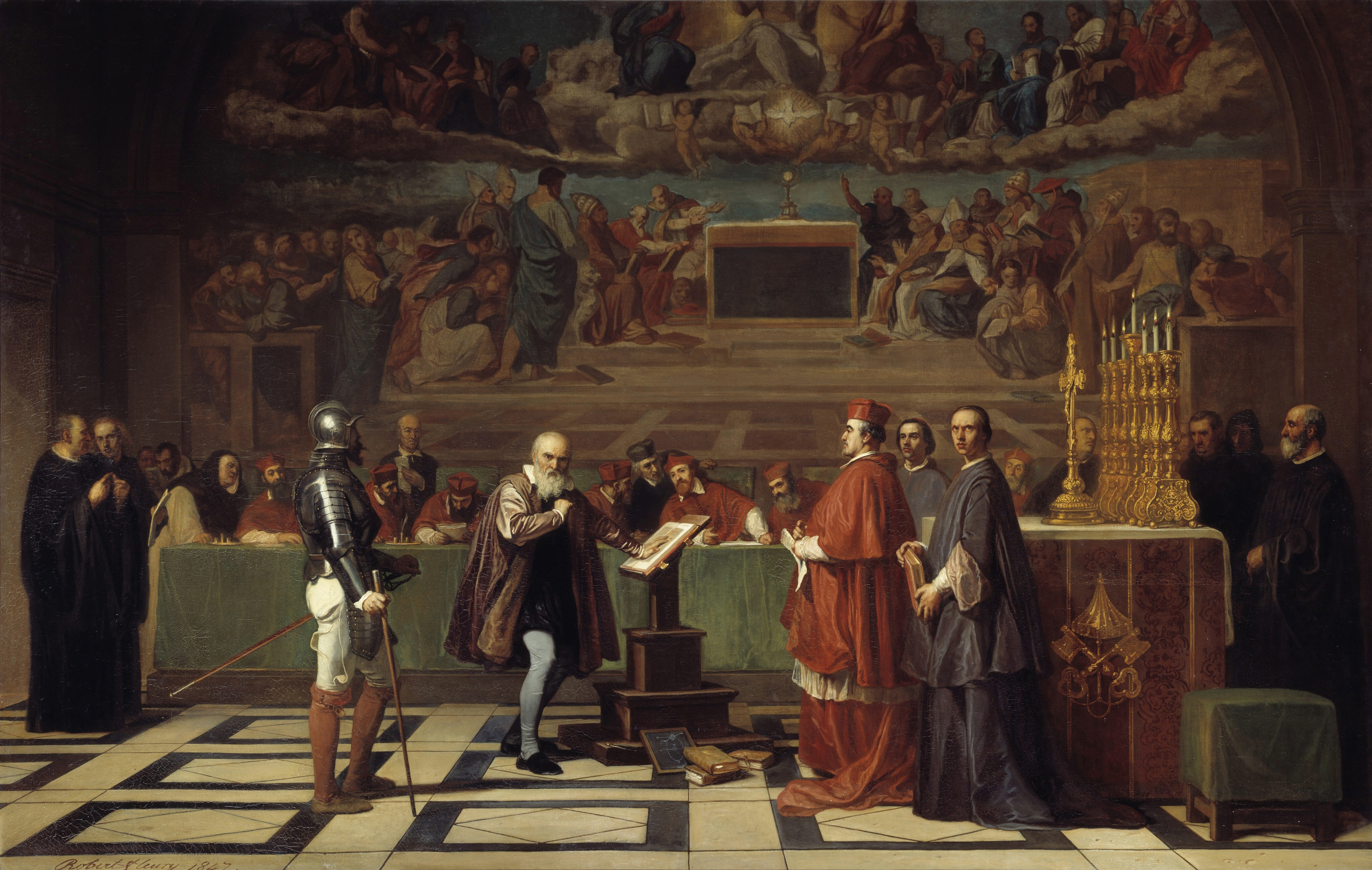
Galileo Galilei ante el Santo Oficio, por Joseph-Nicolas Robert-Fleury.

Paulo V intentó silenciar a Galileo Galilei, con quien se reunió en 1616. Galileo seguía las teorías heliocéntricas de Copérnico y pretendía demostrar, en aparente oposición a las Sagradas Escrituras, que era la tierra la que giraba en torno al sol. Paulo V, tras muchas consultas, prohibió en 1616 que se publicase el libro de Copérnico mientras no hubiera correcciones que indicaran que se hablaba de forma hipotética. En su reunión con Galileo, el papa le indicó que entendía la situación y que el astrónomo no tenía nada que temer.[cita requerida]

### Capilla Borghese
Sus restos fueron llevados a la Basílica de Santa María la Mayor, en la que se había hecho construir la Capilla de la Virgen, el mausoleo familiar de los Borghese. En la capilla intervinieron los artistas Camillo Mariani, Stefano Maderno o Ludovico Cardi, entre otros.